# Алва
Алва (порт. Alva)  —  район (фрегезия) в Португалии,  входит в округ Визеу. Является составной частью муниципалитета  Каштру-Дайре. Находится в составе крупной городской агломерации Большое Визеу. По старому административному делению входил в провинцию Бейра-Алта. Входит в экономико-статистический  субрегион Дан-Лафойнш, который входит в Центральный регион. Население составляет 546 человек на 2001 год. Занимает площадь 9,87 км².
Покровителем района считается Мартин Турский (порт. São Martinho). 